# Marktleuthen
Marktleuthen je německé město v bavorském zemském okrese Wunsiedel im Fichtelgebirge.

## Geografie
Město leží na řece Ohři ve Smrčinách, na úpatí hory Velký Kornberg v nadmořské výšce 529 metrů.

## Místní části
| - Eckenmühle - Großwendern - Habnith - Hebanz - Holzmühl - Kaiserhammer - Karolinenhain - Leuthenforst | - Marktleuthen - Neudes - Neudorf - Neudorfermühle - Neumühle - Ruggenmühle - Wendenhammer |

## Historie
Poprvé je v historických záznamech obec zmiňována v roce 1314 pod názvem Leuken. Tehdy jej jako svůj majetek, převedl Jindřich z Plavna klášteru ve Waldsassenu. V roce 1354 Leuthen zakoupil Albrecht XI. z Thiersteinu, a rozšířil ho o 24 statků a jeden mlýn. V roce 1368 je poprvé zmiňován místní kostel svatého Mikuláše. V roce 1415 získal obec Jan III. z Norimberka, spolu s obcí Thierstein. Brzy poté byl městys Leuthen rozšířen o nedalekou anektovanou obec Rohrsbach. Jako reakci na možný vpád Husitů, byly vybudovány hradby a tři brány. Na krátkou dobu se stal v roce 1792 Leuthen spolu s markrabstvím Braniborsko-Kulmbachským majetkem Pruska. Po čtyřleté francouzské okupaci se stal městys v roce 1810 majetkem Bavorského království.
Velké požáry v letech 1577, 1641, 1691 a 1843 téměř zničily celé město. Ve 20. letech 20. století se město začalo rozšiřovat. S příchodem uprchlíků po 2. světové válce počet obyvatel vzrostl. V roce 1939 zde žilo 2384 obyvatel, a už v roce 1950 to bylo 3119. V roce 1954 získal Marktleuthen statut města. Během územní reformy v roce 1978 byla rozloha města zvětšena z původních 8,6 km² na 35,49 km². Počet obyvatel se zvedl z 3268 na 4286 lidí. Dnes má Marktleuthen okolo 3600 obyvatel.

## Památky
- evangelický kostel sv. Mikuláše
- katolický kostel sv. Wolfganga